# Liv Squall
Liv Squall è il dodicesimo album studio (il decimo con un'etichetta Major) della band giapponese The Back Horn, pubblicato il 6 giugno 2012.

## Tracce
1. Traumerei
2. Sirius
3. SYMPHONIA
4. GRAY ZONE
5. Itsumo no DOOR wo
6. Kaze no uta
7. Hoshi furu yoru no BEAT
8. Choujou genshou
9. Hangeki no sedai
10. Jiyuu
11. Sekaijuu ni hanataba wo
12. LAPIS LAZULI
13. MUSIC